# Mimosybra surigaonis
Mimosybra surigaonis là một loài bọ cánh cứng trong họ Cerambycidae.